# Grimmia verticillatula
Grimmia verticillatula là một loài Rêu trong họ Grimmiaceae. Loài này được Thér. & Trab. mô tả khoa học đầu tiên năm 1930.